# Майстренко, Владимир Никитович

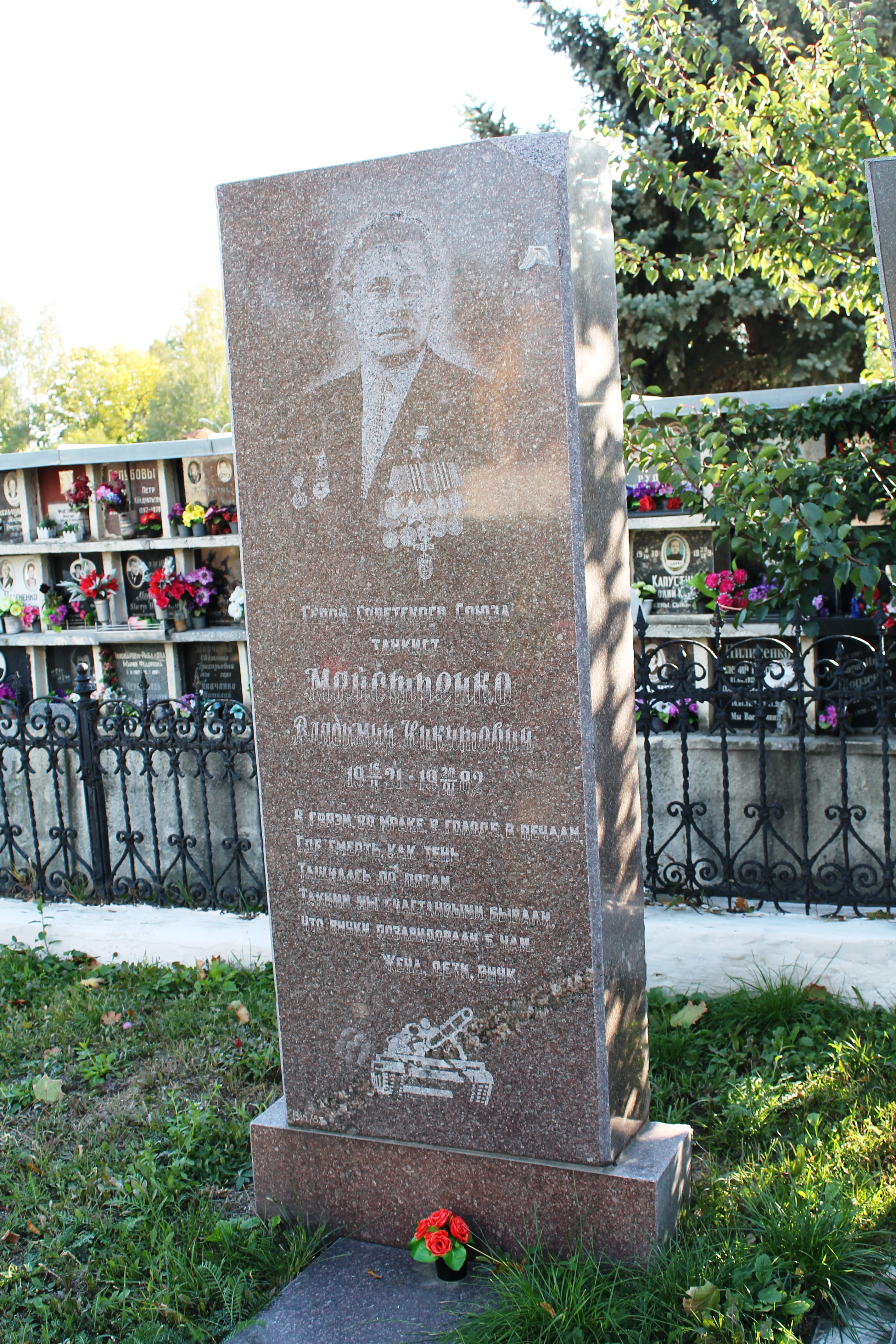
Надгробный памятник в городе Харькове.

Владимир Никитович Майстренко (16 ноября 1921, Ростов-на-Дону, Донская область — 20 марта 1982, Харьков) — участник Великой Отечественной войны, Герой Советского Союза, гвардии младший лейтенант. После войны работал инструктором Фрунзенского райисполкома города Харькова.

## Биография
Владимир Никитович Майстренко родился 16 ноября 1921 года в семье служащего в городе Ростове-на-Дону Ростовского округа Донской области, ныне город — административный центр Ростовской области. Украинец.
Окончил 8 классов. Работал слесарем на заводе в городе Кролевец Сумской области Украинской ССР.
28 июля 1941 года призван в Рабоче-крестьянскую Красную Армию Кролевецким РВК Сумской области. В действующей армии с 25 мая 1942 года. Член ВЛКСМ. Воевал на Северо-Кавказском, 1-м Украинском фронтах. Легко ранен 6 апреля 1944 года.
В августе 1944 года вступил в ВКП(б), в 1952 году партия переименована в КПСС.
Механик-водитель танка Т-34-85 2-го танкового батальона 51-й гвардейской танковой Фастовской Краснознамённой ордена Богдана Хмельницкого бригады 6-го гвардейского Киевского танкового корпуса 3-й гвардейской танковой армии 1-го Украинского фронта гвардии старшина В.Н. Майстренко отличился в середине августа 1944 года в ходе боев за расширение Сандомирского плацдарма на реке Висла.
Указом Президиума Верховного Совета СССР от 23 сентября 1944 года гвардии старшине Майстренко Владимиру Никитовичу присвоено звание Героя Советского Союза с вручением ордена Ленина и медали «Золотая Звезда».
В 1945 году окончил Сталинградское военное танковое училище. 
С 1946 года младший лейтенант В.Н. Майстренко в запасе. 
Жил в городе Харькове. Окончил машиностроительный техникум. Работал инструктором Фрунзенского райисполкома города Харькова.
Владимир Никитович Майстренко умер 20 марта 1982 года. Похоронен на 2-м городском кладбище в Киевском районе города  Харькова Харьковской области Украинской ССР, ныне Украина.

## Награды
- Герой Советского Союза, 23 сентября 1944 года[2][3][4]
  - Орден Ленина
  - Медаль «Золотая Звезда» № 4661
- Орден Красной Звезды, 19 марта 1944 года
- Орден Славы III степени, 20 июня 1944 года[5]
- Медаль «За боевые заслуги», 3 ноября 1943 года[6]
- Медаль «За победу над Германией в Великой Отечественной войне 1941—1945 гг.»

## Память
- Мемориальная доска на доме, где жил Герой, г. Харьков, проспект Петра Григоренко, 5/1.